# GPROMS
gPROMS ist eine kommerzielle Prozessentwicklungsumgebung des Unternehmens Process Systems Enterprise Ltd. (PSE).
gPROMS (Abkürzung für general PROcess Modelling System) wird als hoch entwickelte Prozessentwicklungsumgebung beschrieben, welche sowohl bei den großen Prozessindustrien als auch in ca. 150 universitären Einrichtungen Anwendung findet. Es gibt auch eine gleichnamige Produktfamilie, die auch Schnittstellen zu anderer Software besitzt. Das Programm arbeitet gleichungsorientiert. So setzt es auf die Erstellung von einzelnen Modellen, die dann wiederum mit Prozessen verknüpft werden.
Es bietet sowohl Möglichkeiten der Erstellung komplexer Modelle, als auch der Parameterbestimmung nach der Maximum-Likelihood-Methode. Des Weiteren ermöglicht es dem Benutzer auch Fließschemasimulationen zu erstellen, um komplexe Prozesse verwalten zu können.
Eine weitere Besonderheit ist, dass gPROMS mit einer astronomischen Zeit rechnet, d. h., dass alle Beziehungen, die man in den Modellen erstellt, zeitabhängig sind.
Die Software zählt weltweit zu den führenden ihrer Art und wird insbesondere in der Erdölindustrie eingesetzt. 2001 gab es den UK Queen’s Award for Enterprise 2001 und 2008 den MacRobert Award in der Kategorie Innovation.
Im Januar 2008 wurde ein Tochterunternehmen in Korea gegründet.